# Arado Ar 66
L'Arado Ar 66 fu un aereo da addestramento biposto, monomotore e biplano, sviluppato dall'azienda aeronautica tedesca Arado Flugzeugwerke GmbH nei primi anni trenta.

## Storia del progetto
Nei primi anni trenta la Arado avviò lo sviluppo di un nuovo modello concepito per l'addestramento dei nuovi piloti. Ufficialmente destinato al mercato dell'aviazione civile, fu tra quei modelli che, in violazione alle clausole del trattato di Versailles, avrebbe contribuito alla clandestina ricostituzione della forza aerea tedesca da parte Partito Nazionalsocialista Operaio Tedesco (NSDAP), la futura Luftwaffe.
Il progetto venne affidato all'allora ingegnere capo Walter Rethel ed era relativo ad un velivolo dall'impostazione convenzionale, un monomotore biposto ad abitacoli aperti realizzato in tecnica mista con velatura biplana a singola campata e carrello fisso. Fu l'ultimo progetto di Rethel prima di trasferirsi alla Messerschmitt.
Il primo prototipo, identificato come Ar 66a, venne portato in volo per la prima volta nel corso del 1932, equipaggiato con un motore Argus As 10 da potenza pari a 240 PS (177 kW). A questo ne seguì un secondo, identificato Ar 66b, costruito in versione idrovolante a scarponi, dotato di una coppia di galleggianti in legno e caratterizzato da un impennaggio modificato, con timone prolungato verso il basso e raccordato alla parte inferiore della fusoliera a due pinne ventrali.
In seguito al trasferimento di Rethel il programma di sviluppo venne quindi affidato a Walter Blume. Intanto il neocostituito Reichsluftfahrtministerium (RLM), il ministero che nel periodo nazista sovraintendeva l'intera aviazione, civile e militare, tedesca, richiese l'avvio alla produzione in serie del modello, che nell'ultima versione sviluppata da Rethel era indicata dall'azienda Ar 66c. Risulta avviata alla produzione anche un piccolo lotto di dieci idro Ar 66b che però non entrarono mai in servizio.

## Tecnica
L'Ar 66 era un velivolo realizzato in tecnica mista, con parti della struttura in tubo metallico saldato ed altre in legno ricoperte in legno e tela, e che manteneva, pur introducendo una velatura ed un impennaggio dall'abbinamento inusuale, un'impostazione classica, per il periodo; monomotore biplano con carrello fisso.
La fusoliera, realizzata con una struttura tubolare in acciaio saldato e ricoperta con tela verniciata, presentava due abitacoli aperti posti in tandem, entrambi protetti da un parabrezza. Anteriormente integrava il motore montato su una struttura tubolare e chiuso in un cofano metallico mentre posteriormente terminava in un impennaggio monoderiva con un unico piano orizzontale, montato alto sulla fusoliera e davanti all'elemento verticale, controventato da una coppia di diagonali.
La configurazione alare era biplana ma presentava una particolarità che la rendeva più complessa di quella adottata in altri velivoli pari ruolo del periodo. Sia l'ala superiore, posizionata alta moderatamente a parasole sulla fusoliera, che l'inferiore, montata bassa, presentavano una freccia alare di 8° così che il settore centrale, collegato alla parte superiore della fusoliera da un castello tubolare ed al quale erano collegate le semiali, risultava posizionato davanti all'abitacolo anteriore mentre le estremità alari risultavano ai lati dello stesso. Entrambe erano delle stesse dimensioni, con l'ala inferiore traslata verso la parte posteriore e collegata alla superiore tramite due montanti ad N posti in prossimità delle estremità alari. Erano inoltre realizzate con struttura in legno ricoperta di tela verniciata ed erano entrambe dotate di alettoni.
Il carrello d'atterraggio era un semplice biciclo fisso integrato posteriormente da un pattino d'appoggio posto sotto la coda; tutti gli elementi erano ammortizzati. Il prototipo adottava delle ruote con pneumatici a bassa pressione, soluzione che però non venne adottata nella produzione in serie. Un secondo prototipo in versione idro venne equipaggiato con galleggianti.
La propulsione era affidata ad un motore Argus As 10C, un otto cilindri a V rovesciata raffreddato ad aria in grado di erogare una potenza pari a 240 PS (177 kW) abbinato ad un'elica in legno a passo fisso. I collettori di scarico si riunivano in due distinti tubi di scappamento laterali che fuoriuscivano dalla cofanatura metallica la quale presentava due sfoghi posteriori per l'evacuazione dell'aria di raffreddamento dell'unità motrice.

## Impiego operativo
I primi esemplari vennero destinati alle scuole di volo della Luftwaffe già nel corso del 1935 ed utilizzati come addestratori per i futuri piloti da caccia.
Nell'autunno 1942 furono scelti per equipaggiare i reparti del Nachtschlachtgruppe 2 (NSGr 2), NSGr 3, NSGr 5 e Störkampfstaffeln che operarono come bombardieri notturni in azioni di disturbo sul fronte orientale affiancando in questo ruolo i Gotha Go 145 nei gruppi di incursione fino alla primavera del 1943. In questo ruolo i velivoli erano dipinti di nero per una migliore mimetizzazione con il cielo notturno e venivano equipaggiati con bomba antiuomo da caduta da 2 e 4 kg, o da una singola da 10 a 100 kg, carico massimo ammesso dal velivolo, posizionata sotto la fusoliera.

## Versioni
Ar 66a
prototipo in versione da caccia, realizzato in un esemplare.
Ar 66b
versione idrovolante a scarponi, realizzato in un prototipo e 9 esemplari di preserie.
Ar 66c
versione da addestramento di produzione in serie.

## Utilizzatori

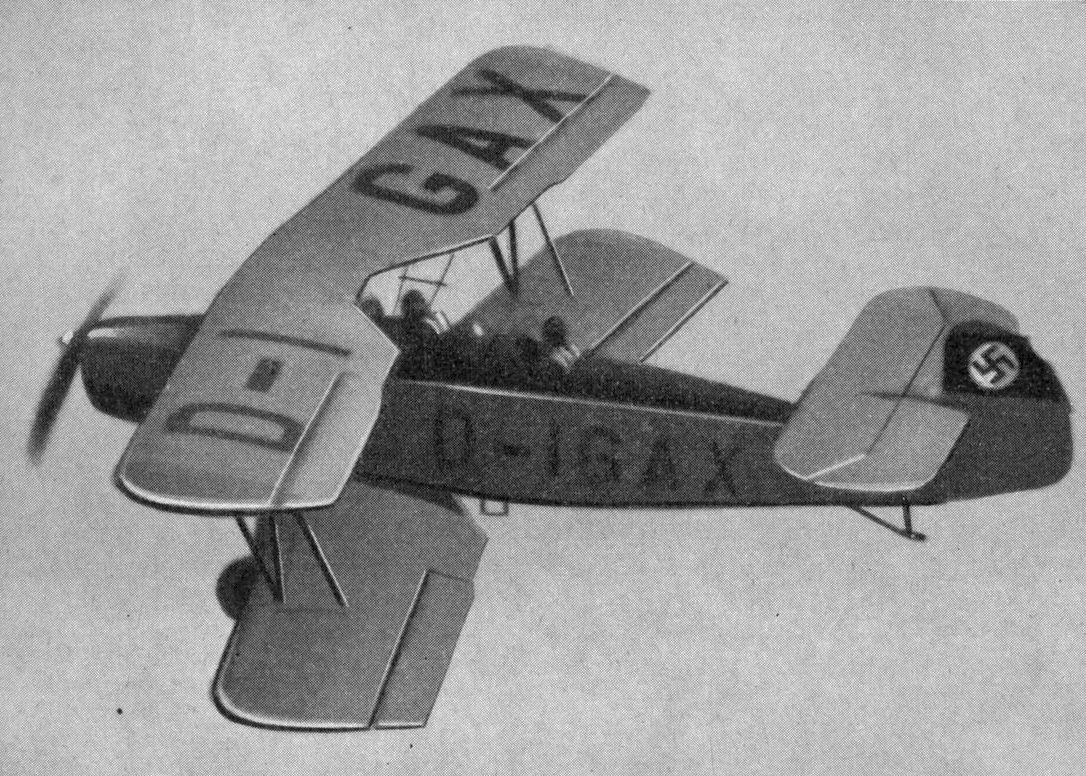
Arado Ar 66 (D-IGAX)

Germania
- Luftwaffe

 Spagna
- Aviación Nacional

operò con 6 esemplari consegnati nel 1938 ed impiegati durante la fase finale della guerra civile spagnola.
 Spagna
- Ejército del Aire

gli esemplari sopravvissuti al conflitto vennero integrati nella nuova forza aerea, l'ultimo dei quali venne radiato nel 1946.

### Pubblicazioni
- Fairey Ferret, in Aerei da guerra, Ginevra - Novara, Edito Service S.A. - Istituto Geografico De Agostini, 1993.

### Velivoli comparabili
Germania
- Heinkel He 45
- Gotha Go 145
- PWS-35 Ogar